# Baishun Bōshi-hō

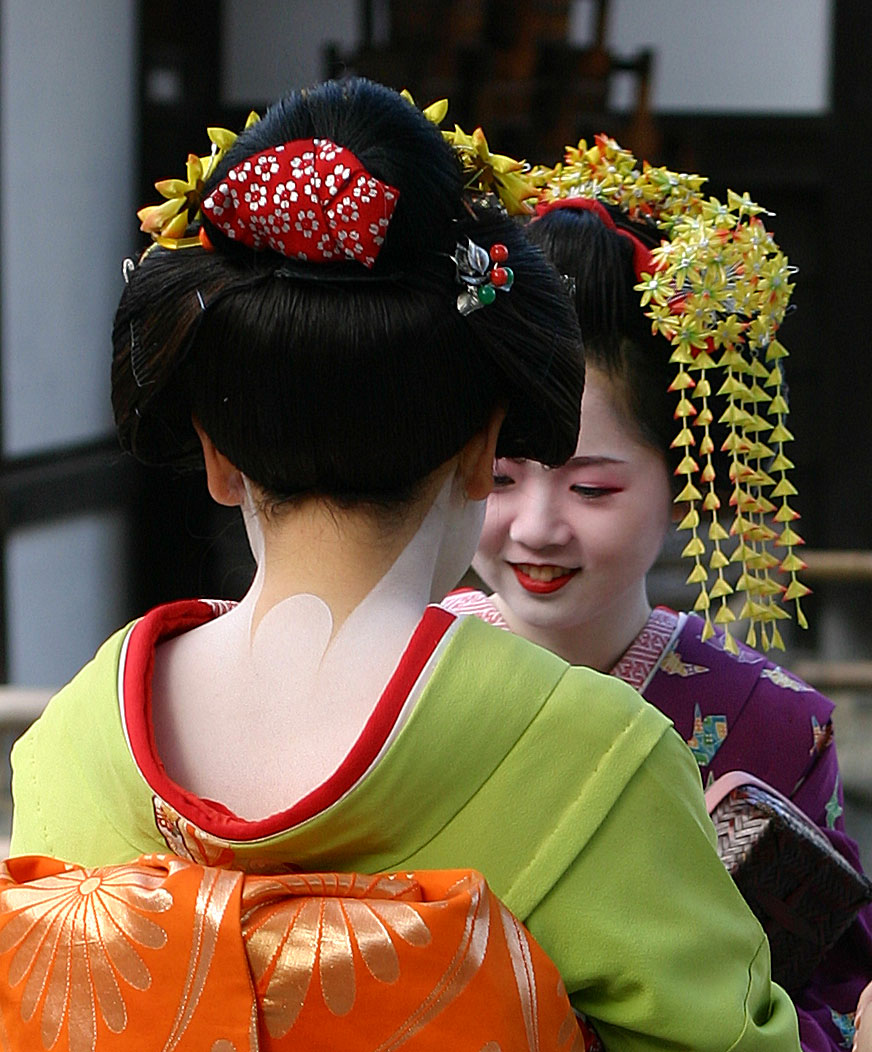
Maiko mit Eriashi-Nacken; in Japan gilt dies als Erotik-Symbol

Das Baishun Bōshi-hō (japanisch 売春防止法, deutsch etwa „Anti-Prostitutionsgesetz“) ist ein wichtiges Anti-Prostitutionsgesetz in Japan, das zum Schutz von Hōkan, Geishas und Schauspielern des Nō-, Bunraku- und Kabukitheaters erlassen wurde. Es soll vorgenannte Berufsgruppen vor sexuellen Übergriffen und ungewollten Schwangerschaften schützen und zugleich illegale Geldmacherei mit Prostitution unterbinden. Im englischsprachigen Raum ist es vor allem als Prostitution Prevention Law of 1956 (deutsch Prostitution-Verhinderungsgesetz von 1956) und Anti-Prostitution Act bekannt.

## Inhalt
Das Baishun Bōshi-hō ist als Gesetz Nr. 118 registriert und in 4 Kapitel mit insgesamt 36 Artikeln unterteilt:
- Kapitel 1: Allgemeine Bestimmungen (Artikel 1 – Artikel 4)
- Kapitel 2: Strafmaßnahmen (Artikel 5 – Artikel 16)
- Kapitel 3: Beratungsanordnungen (Artikel 17 – Artikel 33)
- Kapitel 4: Rehabilitation von Schutzbedürftigen (Artikel 34 – Artikel 40)

Artikel 1 beschreibt den Hintergrund des Gesetzes. Darin heißt es, dass Prostitution „gegen die Menschenwürde verstößt, die sexuelle Moral angreift und gegen die guten Sitten und Bräuche der Gesellschaft verstößt“. Das Gesetz verbietet unter anderem jegliche Form der Prostitution von Minderjährigen, Menschen mit geistiger Behinderung und solchen, die anderweitig unmündig sind (zum Beispiel demente Senioren). Es definiert zudem verschärfte Voraussetzungen, unter denen Prostitution überhaupt angeboten und praktiziert werden darf. Es schützt außerdem Berufsgruppen, die dem Risiko der sexuellen Übergriffe und ungewollten Schwangerschaften besonders ausgesetzt sind. Des Weiteren stellt es illegale Zuhälterei sowie öffentliche Werbung für Prostitution und Zuhälterei unter Strafe. Vergewaltigungen und ungewollte Schwangerschaften sind bis heute ein Problem und werden nicht selten tabuisiert, weshalb in Japan regelmäßig Aufklärungskampagnen stattfinden. Das Baishun Bōshi-hō schreibt ehemaligen Prostituierten vor, sich beraten und betreuen zu lassen, um Alternativen zur Prostitution zu finden und ins normale, sittengerechte Alltagsleben zurückzukehren.

## Geschichte
Bereits im 14. Jahrhundert, während der Kamakura-Zeit, wurden Berufe, die mit Prostitution in Verbindung gebracht wurden, durch strenge Gesetze und Auflagen geregelt. Sexuelle Dienstleistungen wurden überwiegend von professionellen Prostituierten, den sogenannten Oiran (花魁) und von Kurtisanen, angeboten und praktiziert. Seit dem 15. Jahrhundert der Muromachi-Zeit waren die Berufe des Hōkan (幇間; „Schmeichler“) und der Geisha (芸者; „Person der Künste“) verbreitet, wobei Geishas zu dieser Zeit noch überwiegend Männer waren. Zur gleichen Zeit erlebten das Nō, Bunraku und Kabuki ihre ersten Blütezeiten. Ab dem 17. Jahrhundert übten mehr und mehr Frauen den Beruf der Geisha aus. Prostitution durfte ab der frühen Edo-Zeit nur in ausgesuchten und lizenzierten Rotlichtvierteln, den sogenannten Yūkaku (遊廓), angeboten und praktiziert werden. Im 18. Jahrhundert wurde heimliche Prostitution schwer bestraft. Zur gleichen Zeit hatten Behörden wie Gerichte mit zunehmenden sexuellen Übergriffen gegen Hōkan, Geishas und Theaterschauspieler zu kämpfen. Besonders Hōkan und Geishas litten darunter, weil ihre Berufe oftmals als „erniedrigend“ und „anrüchig“ galten und sie deshalb recht wenig Unterstützung und Schutz von behördlicher Seite erfuhren.
Allen vorgenannten Berufsgruppen (Kurtisane, Oiran, Hōkan, Geisha und Schauspieler) ist gemeinsam, dass die ausübenden Personen kunstvoll geschminkt und aufwendig kostümiert sind. Dabei können bestimmte Maskeraden, Frisuren und Kostümierungen, aber auch bestimmte Gesten und Mimiken als „erotisch“ bis „anzüglich“ empfunden werden. Für die Darsteller und Schauspieler birgt dies die Gefahr der Übergriffigkeit bis hin zur Vergewaltigung. Da Hōkan, Geishas und Theaterschauspieler aber keine Prostitution ausüben dürfen und dies in den allermeisten Fällen auch gar nicht wünschen, bedarf es des besonderen Schutzes dieser Personengruppen. Die Verwechslung von Hōkan und Geishas (seltener Theaterschauspieler) mit Oiran und Kurtisanen rührt daher, dass diese im Altertum auch Kimonos trugen und ähnlich geschminkt waren. Oiran und Geishas waren (und sind) beide gleichermaßen dem Risiko der Vergewaltigung ausgesetzt. Daneben drohten ungewollte Schwangerschaften, die nicht nur das Ende der Karriere für die Damen bedeuteten: Ungewollte Schwangerschaften bei Prostituierten und Geishas sorgten regelmäßig für Skandale, Familienfehden bis hin zu Morden und Suiziden. Auch dies sollten scharfe Gesetze und einschneidende Auflagen verhindern.
Um 1882, während der Meiji-Zeit, startete die neu gegründete Frauenrechtsbewegung Womans Christian Temperance Union in der Präfektur Gunma eine Anti-Prostitutionskampagne, die um 1890 landesweit Beachtung fand und rasch an Einfluss gewann. 1893 erwuchs daraus ein erstmalig staatlich geförderter Frauenrechtler-Verein: der Nihon kirisutokyō fujin kyōfū-kai (日本キリスト教婦人矯風会; dt. Japanischer Frauenverein für Sittenreform), der neben der Anti-Prostitutionskampagne auch eine Anti-Alkoholismus-Kampagne startete.
Während der Besatzungszeit in Japan nach dem Zweiten Weltkrieg von 1945 bis 1951 erlebte besonders die illegale Prostitution in Japan einen verstörenden Aufschwung und Höhepunkt. Besonders US-amerikanische und britische Soldaten wie Offiziere waren in illegale Inanspruchnahme von sexuellen Dienstleistungen, aber auch in Vergewaltigungsskandale verwickelt. Der damalige Supreme Commander for the Allied Powers (SCAP), Douglas MacArthur, erließ 1946 eine Anordnung zur Abschaffung der lizenzierten Prostitution. Dies führte im Jahr 1948 zu heftigen Protesten, die in der Einführung des Businesses Affecting Public Morals Regulation Act gipfelten – ein Gesetz, das die Sex- und Unterhaltungsindustrie überwachen und regeln sollte.
Das Prostitution Prevention Law wurde am 24. Mai 1956 eingeführt, eine endgültige, leicht erweiterte Fassung trat am 1. April 1957 in Kraft. In Japan ist es unter dem Namen Baishun bōshi hō (売春防止法) bekannt.